# Euscelidia castanea
Euscelidia castanea là một loài ruồi trong họ Asilidae. Euscelidia castanea được Janssens miêu tả năm 1954. Loài này phân bố ở vùng nhiệt đới châu Phi.